# Юнацька збірна Словаччини з футболу (U-17)
Юнацька збірна Словаччини з футболу (U-17) — національна футбольна збірна Словаччини, що складається із гравців віком до 17 років. Керівництво командою здійснює Словацький футбольний союз. До зміни формату юнацьких чемпіонатів Європи у 2001 році функціонувала як збірна до 16 років.
Головним континентальним турніром для команди є Юнацький чемпіонат Європи з футболу (U-17), успішний виступ на якому дозволяє отримати путівку на Чемпіонат світу (U-17). Також може брати участь у товариських і регіональних змаганнях.

## Виступи на міжнародних турнірах

### Юнацький чемпіонат Європи (U-17)
| Рік    | Раунд                    | І                        | В                        | Н                        | П                        | Г+                       | Г-                       |
| ------ | ------------------------ | ------------------------ | ------------------------ | ------------------------ | ------------------------ | ------------------------ | ------------------------ |
| 2002   | не кваліфікувалася       | не кваліфікувалася       | не кваліфікувалася       | не кваліфікувалася       | не кваліфікувалася       | не кваліфікувалася       | не кваліфікувалася       |
| 2003   | не кваліфікувалася       | не кваліфікувалася       | не кваліфікувалася       | не кваліфікувалася       | не кваліфікувалася       | не кваліфікувалася       | не кваліфікувалася       |
| 2004   | не кваліфікувалася       | не кваліфікувалася       | не кваліфікувалася       | не кваліфікувалася       | не кваліфікувалася       | не кваліфікувалася       | не кваліфікувалася       |
| 2005   | другий відбірковий раунд | другий відбірковий раунд | другий відбірковий раунд | другий відбірковий раунд | другий відбірковий раунд | другий відбірковий раунд | другий відбірковий раунд |
| 2006   | другий відбірковий раунд | другий відбірковий раунд | другий відбірковий раунд | другий відбірковий раунд | другий відбірковий раунд | другий відбірковий раунд | другий відбірковий раунд |
| 2007   | другий відбірковий раунд | другий відбірковий раунд | другий відбірковий раунд | другий відбірковий раунд | другий відбірковий раунд | другий відбірковий раунд | другий відбірковий раунд |
| 2008   | другий відбірковий раунд | другий відбірковий раунд | другий відбірковий раунд | другий відбірковий раунд | другий відбірковий раунд | другий відбірковий раунд | другий відбірковий раунд |
| 2009   | перший відбірковий раунд | перший відбірковий раунд | перший відбірковий раунд | перший відбірковий раунд | перший відбірковий раунд | перший відбірковий раунд | перший відбірковий раунд |
| 2010   | другий відбірковий раунд | другий відбірковий раунд | другий відбірковий раунд | другий відбірковий раунд | другий відбірковий раунд | другий відбірковий раунд | другий відбірковий раунд |
| 2011   | другий відбірковий раунд | другий відбірковий раунд | другий відбірковий раунд | другий відбірковий раунд | другий відбірковий раунд | другий відбірковий раунд | другий відбірковий раунд |
| 2012   | перший відбірковий раунд | перший відбірковий раунд | перший відбірковий раунд | перший відбірковий раунд | перший відбірковий раунд | перший відбірковий раунд | перший відбірковий раунд |
| 2013   | півфінали                | 4                        | 1                        | 2                        | 1                        | 3                        | 4                        |
| 2014   | перший відбірковий раунд | перший відбірковий раунд | перший відбірковий раунд | перший відбірковий раунд | перший відбірковий раунд | перший відбірковий раунд | перший відбірковий раунд |
| 2015   | другий відбірковий раунд | другий відбірковий раунд | другий відбірковий раунд | другий відбірковий раунд | другий відбірковий раунд | другий відбірковий раунд | другий відбірковий раунд |
| 2016   | другий відбірковий раунд | другий відбірковий раунд | другий відбірковий раунд | другий відбірковий раунд | другий відбірковий раунд | другий відбірковий раунд | другий відбірковий раунд |
| 2017   | другий відбірковий раунд | другий відбірковий раунд | другий відбірковий раунд | другий відбірковий раунд | другий відбірковий раунд | другий відбірковий раунд | другий відбірковий раунд |
| 2018   | другий відбірковий раунд | другий відбірковий раунд | другий відбірковий раунд | другий відбірковий раунд | другий відбірковий раунд | другий відбірковий раунд | другий відбірковий раунд |
| 2019   | другий відбірковий раунд | другий відбірковий раунд | другий відбірковий раунд | другий відбірковий раунд | другий відбірковий раунд | другий відбірковий раунд | другий відбірковий раунд |
| Усього | 1/17                     | 4                        | 1                        | 2                        | 1                        | 3                        | 4                        |

### Юнацький чемпіонат світу (U-17)
| Рік    | Результат          | І                  | В                  | Н                  | П                  | Г+                 | Г-                 |
| ------ | ------------------ | ------------------ | ------------------ | ------------------ | ------------------ | ------------------ | ------------------ |
| 1995   | не кваліфікувалася | не кваліфікувалася | не кваліфікувалася | не кваліфікувалася | не кваліфікувалася | не кваліфікувалася | не кваліфікувалася |
| 1997   | не кваліфікувалася | не кваліфікувалася | не кваліфікувалася | не кваліфікувалася | не кваліфікувалася | не кваліфікувалася | не кваліфікувалася |
| 1999   | не кваліфікувалася | не кваліфікувалася | не кваліфікувалася | не кваліфікувалася | не кваліфікувалася | не кваліфікувалася | не кваліфікувалася |
| 2001   | не кваліфікувалася | не кваліфікувалася | не кваліфікувалася | не кваліфікувалася | не кваліфікувалася | не кваліфікувалася | не кваліфікувалася |
| 2003   | не кваліфікувалася | не кваліфікувалася | не кваліфікувалася | не кваліфікувалася | не кваліфікувалася | не кваліфікувалася | не кваліфікувалася |
| 2005   | не кваліфікувалася | не кваліфікувалася | не кваліфікувалася | не кваліфікувалася | не кваліфікувалася | не кваліфікувалася | не кваліфікувалася |
| 2007   | не кваліфікувалася | не кваліфікувалася | не кваліфікувалася | не кваліфікувалася | не кваліфікувалася | не кваліфікувалася | не кваліфікувалася |
| 2009   | не кваліфікувалася | не кваліфікувалася | не кваліфікувалася | не кваліфікувалася | не кваліфікувалася | не кваліфікувалася | не кваліфікувалася |
| 2011   | не кваліфікувалася | не кваліфікувалася | не кваліфікувалася | не кваліфікувалася | не кваліфікувалася | не кваліфікувалася | не кваліфікувалася |
| 2013   | 1/8 фіналу         | 4                  | 1                  | 1                  | 2                  | 7                  | 12                 |
| 2015   | не кваліфікувалася | не кваліфікувалася | не кваліфікувалася | не кваліфікувалася | не кваліфікувалася | не кваліфікувалася | не кваліфікувалася |
| 2017   | не кваліфікувалася | не кваліфікувалася | не кваліфікувалася | не кваліфікувалася | не кваліфікувалася | не кваліфікувалася | не кваліфікувалася |
| 2019   | не кваліфікувалася | не кваліфікувалася | не кваліфікувалася | не кваліфікувалася | не кваліфікувалася | не кваліфікувалася | не кваліфікувалася |
| 2021   | не визначено       | не визначено       | не визначено       | не визначено       | не визначено       | не визначено       | не визначено       |
| Усього | 1/14               | 4                  | 1                  | 1                  | 2                  | 7                  | 12                 |